# Erik Josefsson

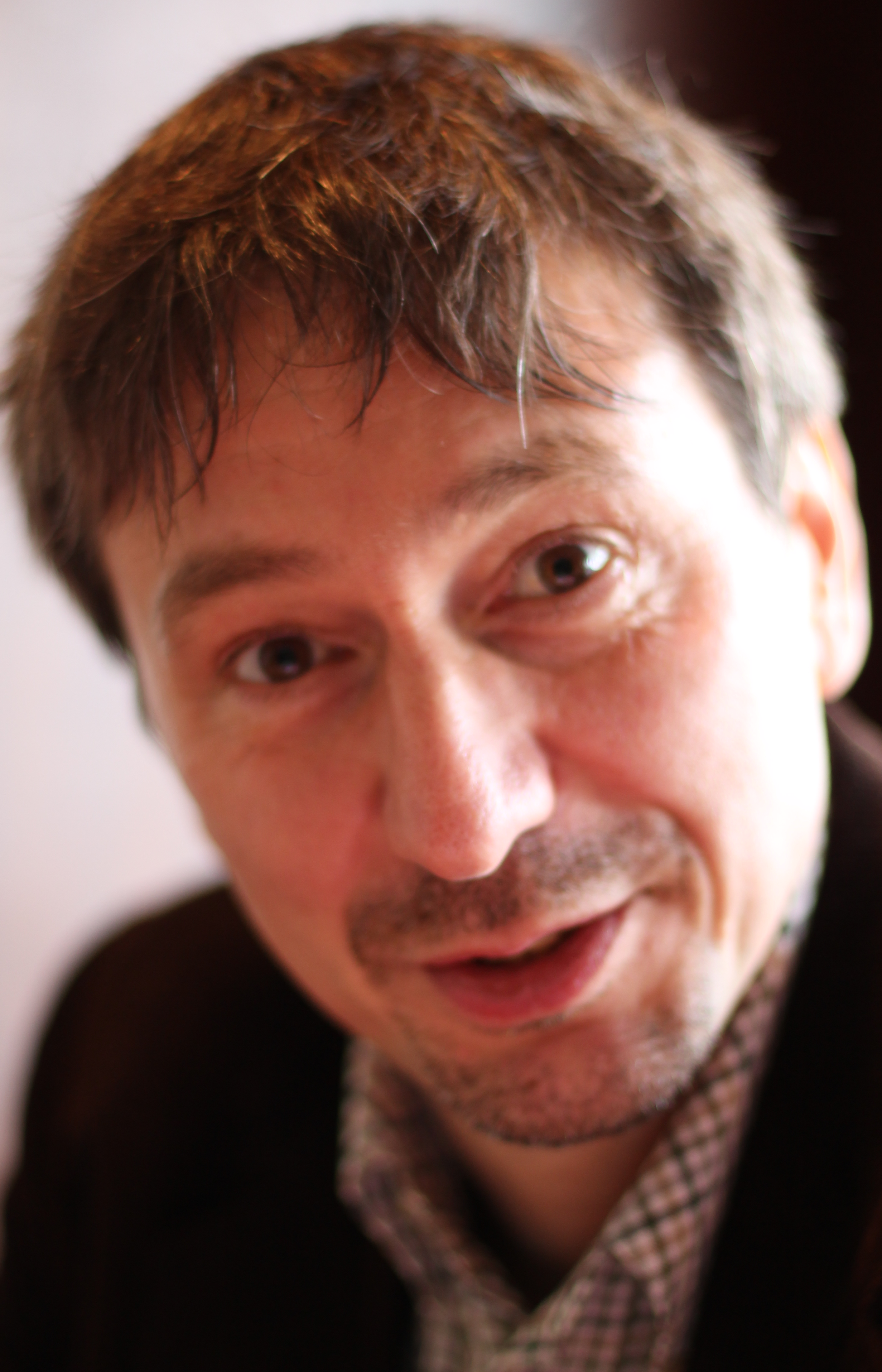
Erik Josefsson

Erik Josefsson ist seit 2007 Vorstand des europäischen Büros der Electronic Frontier Foundation in Brüssel. Bis dahin erfüllte der Schwede bereits seit 2000 eine ähnliche Aufgabe als „Ständiger Vertreter des Fördervereines für eine Freie Informationelle Infrastruktur in Brüssel“.
Der Bürgerrechtler kämpfte in den Jahren 2000 und 2002 erfolgreich gegen eine von der deutschen Politikerin Brigitte Zypries forcierte Änderung des Europäischen Patentübereinkommens und der damit drohenden Einführung von Softwarepatenten in der EU („Richtlinie für computerimplementierte Erfindungen“). Es gelang ihm und seinen Mitstreitern den Schutz von Open-Content-Software aufrecht zu halten. Als Vertreter des FFIIs erhielt er, gemeinsam mit Florian Müller, dafür den „CNET Networks UK Technology Award“ in der Kategorie „Herausragender Beitrag zur Softwareentwicklung“.
Er war vor seiner Anstellung in Brüssel bereits als Vorsitzender des Schwedischen Verbandes des FFII tätig.
Seine Arbeit wird von der Shuttleworth Foundation unterstützt (Ubuntu, Thawte). Er ist Mitglied der skandinavischen Linux-User-Gruppe SSLUG. Im Jahr 2004 wurde er von dem schwedischen IT-Magazine „NyTeknik“ zu einem der 50 einflussreichsten Menschen der schwedischen It-Szene gewählt. Er ist Redner auf zahlreichen Veranstaltungen („Summit“, „GUADEC“, „Holland Open Software Conference“).
Über sein Privatleben ist wenig bekannt, mit Ausnahme seiner Vorliebe für „politische Musik“ und dass er Kontrabass spielen kann.